# Traven
Traven je priimek v Sloveniji in tujini. Po podatkih Statističnega urada Republike Slovenije je na dan 1. januarja 2011 v Slovenji uporabljalo ta priimek 193 oseb.  

## Znani slovenski nosilci priimka
- Anton Traven (1754—1807), duhovnik, prevajalec svetopisemskih besedil
- Bojan Traven (*1974), novinar, župan Bohinja, turistični delavec
- Gregor Traven, violinist, koncertni mojster Opere in baleta v Ljubljani & Komornega orkestra solistov DSS
- Gregor Traven, astrofizik
- Ivan Traven (1874—1918), duhovnik in zadružni delavec
- Janko Traven (1902—1962), gledališki in filmski zgodovinar ter publicist
- Terezija Traven (1910—2005), prvoborka, zgodovinarka in politična delavka

## Znani tuji nosilci priimka oz. psevdonima
- B. Traven (1890—1969), (slovensko?)-nemško-mehiški pisatelj
- po njegovem zgledu sta se v Sloveniji pojavila psevdonima :
  - P. Traven, s katerim se je podpisal Peter Mlakar na svoje delo Mera in čut (1988) ter
  - O. J. Traven, ki ga je uporabil Dušan Jovanović pri svoji drami, prvotno scenariju z naslovom Ekshibicionist in ki je 2002 prejela Grumovo nagrado